# Lonely me (Jack Jersey)
Lonely me is een lied van Jack Jersey. Hij bracht het in 1977 uit op een single met Keep on shakin' op de B-kant. Beide nummers schreef hij zelf en waren ook te horen vanaf de elpee Forever die hetzelfde jaar verscheen. De single bereikte de hitlijsten in Nederland en België.
De songtekst gaat over iemand die verlaten is en alleen achter is gebleven. Hij vraagt zich af waarom het zo snel gebeurde. Nu hij alleen is leert hij zichzelf kennen.

## Hitnoteringen

### Nederland
| Lonely me in de Nederlandse Top 40 van 5-3-1977 t/m 9-4-1977 | Lonely me in de Nederlandse Top 40 van 5-3-1977 t/m 9-4-1977 | Lonely me in de Nederlandse Top 40 van 5-3-1977 t/m 9-4-1977 | Lonely me in de Nederlandse Top 40 van 5-3-1977 t/m 9-4-1977 | Lonely me in de Nederlandse Top 40 van 5-3-1977 t/m 9-4-1977 | Lonely me in de Nederlandse Top 40 van 5-3-1977 t/m 9-4-1977 | Lonely me in de Nederlandse Top 40 van 5-3-1977 t/m 9-4-1977 | Lonely me in de Nederlandse Top 40 van 5-3-1977 t/m 9-4-1977 |
| Week                                                         | 1                                                            | 2                                                            | 3                                                            | 4                                                            | 5                                                            | 6                                                            |                                                              |
| ------------------------------------------------------------ | ------------------------------------------------------------ | ------------------------------------------------------------ | ------------------------------------------------------------ | ------------------------------------------------------------ | ------------------------------------------------------------ | ------------------------------------------------------------ | ------------------------------------------------------------ |
| Positie                                                      | 38                                                           | 23                                                           | 22                                                           | 21                                                           | 26                                                           | 39                                                           | uit                                                          |

| Lonely me in de Nationale Hitparade van 5-3-1977 t/m 19-3-1977 | Lonely me in de Nationale Hitparade van 5-3-1977 t/m 19-3-1977 | Lonely me in de Nationale Hitparade van 5-3-1977 t/m 19-3-1977 | Lonely me in de Nationale Hitparade van 5-3-1977 t/m 19-3-1977 | Lonely me in de Nationale Hitparade van 5-3-1977 t/m 19-3-1977 |
| Week                                                           | 1                                                              | 2                                                              | 3                                                              |                                                                |
| -------------------------------------------------------------- | -------------------------------------------------------------- | -------------------------------------------------------------- | -------------------------------------------------------------- | -------------------------------------------------------------- |
| Positie                                                        | 26                                                             | 26                                                             | 24                                                             | uit                                                            |

### Vlaanderen
In de Top 30 van de BRT stond de single 4 weken genoteerd en bereikte het nummer 22 als hoogste notering. In de Ultratop 30 kende het de volgende noteringen:
| Lonely me in de Vlaamse Ultratop 30 van 19-2-1977 t/m 26-2-1977 | Lonely me in de Vlaamse Ultratop 30 van 19-2-1977 t/m 26-2-1977 | Lonely me in de Vlaamse Ultratop 30 van 19-2-1977 t/m 26-2-1977 | Lonely me in de Vlaamse Ultratop 30 van 19-2-1977 t/m 26-2-1977 |
| Week                                                            | 1                                                               | 2                                                               |                                                                 |
| --------------------------------------------------------------- | --------------------------------------------------------------- | --------------------------------------------------------------- | --------------------------------------------------------------- |
| Positie                                                         | 20                                                              | 24                                                              | uit                                                             |